# 8-й штурмовой авиационный корпус
8-й штурмовой авиационный корпус (8-й шак) — соединение Военно-Воздушных сил (ВВС) Вооруженных Сил РККА, принимавшее участие в боевых действиях Великой Отечественной войны.

## Наименования корпуса

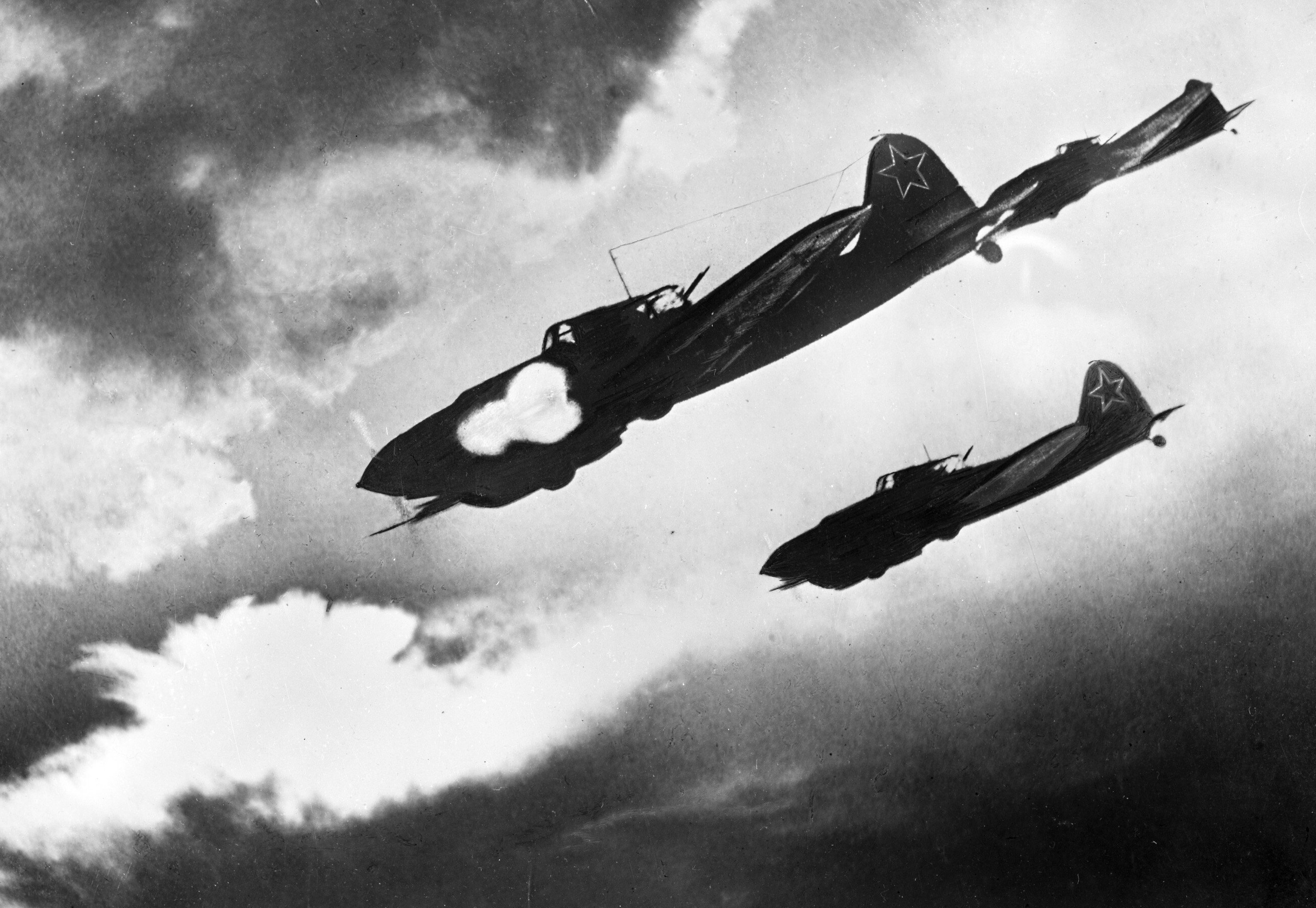
Штурмовик Ил-2 атакует

- 8-й штурмовой авиационный корпус;
- 8-й штурмовой авиационный Львовский корпус;
- 2-й смешанный авиационный Львовский корпус (август 1946 г.)[1];
- 65-й смешанный авиационный Львовский корпус.
- 65-й истребительный авиационный Львовский корпус.
- 65-й истребительный авиационный Львовский корпус ПВО.

## Создание корпуса
Сформирован 14 апреля 1944 года Приказом НКО СССР.

## Преобразование
8-й штурмовой авиационный Львовский корпус 10 января 1949 года преобразован в 65-й истребительный авиационный Львовский корпус.

## В действующей армии
С 14 апреля 1944 года по 9 мая 1945 года, всего 391 день.

## В составе объединений
| Объединение                                   | Период                  |
| --------------------------------------------- | ----------------------- |
| Резерв Верховного Главного Командования       | 01.04.1944 — 14.04.1944 |
| 2-я воздушная армия 1-го Украинского фронта   | 14.04.1944 — 05.08.1944 |
| 8-я воздушная армия 4-го Украинского фронта   | 05.08.1944 — 10.06.1945 |
| Центральная Группа войск                      | 10.06.1945 — 01.08.1945 |
| 8-я воздушная армия Львовский военный округ   | 01.08.1945 — 1946       |
| 9-я воздушная армия Приморский военный округ  | 1946 — 20.02.1949       |
| 54-я воздушная армия Приморский военный округ | 20.02.1949 —            |

## Соединения и части корпуса
- 224-я штурмовая авиационная Жмеринская Краснознаменная дивизия (до 09.04.1946 г., расформирована 01.05.1946 г.):
  - 565-й штурмовой авиационный Станиславский ордена Суворова полк (Ил-2)
  - 571-й штурмовой авиационный Остропольский ордена Богдана Хмельницкого полк (Ил-2, Ил-10)
  - 996-й штурмовой авиационный Каменец-Подольский ордена Суворова полк (Ил-2)
- 227-я штурмовая авиационная Бердичевская Краснознаменная дивизия (до 09.04.1946 г., расформирована 01.06.1946 г.):
  - 525-й штурмовой авиационный Ямпольско-Кременецкий Краснознаменный ордена Суворова полк (Ил-2)
  - 208-й штурмовой авиационный Станиславский Краснознаменный орденов Суворова и Кутузова полк (Ил-2)
  - 637-й штурмовой авиационный Тарнопольский ордена Богдана Хмельницкого полк (Ил-2)
- 236-я истребительная авиационная дивизия (с 07.07.1944 по 06.08.1944 г.)
  - 117-й гвардейский истребительный авиационный полк
  - 267-й истребительный авиационный полк
  - 611-й истребительный авиационный полк
- 104-я отдельная авиационная эскадрилья связи
- 180-я отдельная рота связи
- 48-й отдельный взвод аэрофотослужбы
- 2983 военно-почтовая станция

## Командование корпуса

### Командиры корпуса
- Герой Советского Союза генерал-майор авиации (с 11 мая 1944 года генерал-лейтенант авиации) Нанейшвили Владимир Варденович[4] с 15 апреля 1944 года по 6 января 1945 года.
- Генерал-майор авиации Котельников Михаил Васильевич[5] с 7 января 1945 года по 3 апреля 1945 года.
- Генерал-майор авиации Рубанов Степан Ульянович[6] с 4 апреля 1945 года по 29 апреля 1946 года.
- Герой Советского Союза генерал-лейтенант авиации Нанейшвили Владимир Варденович[4] с 30 апреля 1945 года по август 1946 года.
- генерал-лейтенант авиации Калинушкин Михаил Николаевич[1], с марта 1947 года по сентябрь 1947 года.
- Герой Советского Союза генерал-майор авиации Нога Митрофан Петрович, с декабря 1949 по январь 1952

### Начальник штаба корпуса
- Полковник Лышенко Игнатий Никитович (на 09.05.1945 г.)

## Боевой путь корпуса
5 августа 1944 года корпус входит в состав 8-й Воздушной армии. В период подготовки Восточно-Карпатской операции авиационные соединения и части корпуса передислоцировались в район Стрыя и Дрогобыча, на направление главного удара 4-го Украинского фронта.

28 октября части корпуса перебазировались в Густу.
После войны корпус входил в состав 14-й воздушной армии, в апреле 1946 года переименован в 2-й смешанный авиационный корпус и перебазирован в город Спасск-Дальний в состав 9-й воздушной армии Приморского военного округа.

## Участие в операциях и битвах
- Львовско-Сандомирская операция[4] с 13 июля 1944 года по 29 августа 1944 года.
- Восточно-Карпатская операция[4] с 8 сентября 1944 года по 28 октября 1944 года.
- Западно-Карпатская операция[4] с 12 января 1945 года по 18 февраля 1945 года.
- Моравско-Остравская операция[4] с 10 марта 1945 года по 5 мая 1945 года.
- Пражская операция[4] с 5 мая 1945 года по 12 мая 1945 года.

## Почётные наименования
- 8-му штурмовому авиационному корпусу присвоено почётное наименование «Львовский»[7]
- 208-му штурмовому авиационному полку присвоено почётное наименование «Станиславский»[7]
- 565-му штурмовому авиационному полку присвоено почётное наименование «Станиславский»[7]
- 637-му штурмовому авиационному полку присвоено почётное наименование «Тарнопольский»[8]

## Награды
- 224-я Жмеринская штурмовая авиационная дивизия Указом Президиума Верховного Совета СССР от 27 июля 1944 года награждена орденом «Боевого Красного Знамени»
- 227-я Бердичевская штурмовая авиационная дивизия Указом Президиума Верховного Совета СССР награждена орденом «Боевого Красного Знамени»
- 208-й Станиславский штурмовой авиационный полк Указом Президиума Верховного Совета СССР награждён орденом «Боевого Красного Знамени»
- 208-й Станиславский штурмовой авиационный полк Указом Президиума Верховного Совета СССР награждён орденом «Кутузова III степени»
- 208-й Станиславский штурмовой авиационный полк Указом Президиума Верховного Совета СССР награждён орденом «Суворова III степени»
- 525-й Ямпольско-Кременецкий штурмовой авиационный полк Указом Президиума Верховного Совета СССР награждён орденом «Боевого Красного Знамени»
- 525-й Ямпольско-Кременецкий штурмовой авиационный полк Указом Президиума Верховного Совета СССР награждён орденом «Суворова III степени»
- 565-й Станиславский штурмовой авиационный полк Указом Президиума Верховного Совета СССР награждён орденом «Суворова III степени»
- 571-й Остропольский штурмовой авиационный полк Указом Президиума Верховного Совета СССР награждён орденом «Богдана Хмельницкого II степени»
- 637-й Тарнопольский штурмовой авиационный полк Указом Президиума Верховного Совета СССР награждён орденом «Богдана Хмельницкого II степени»
- 996-й Каменец-Подольский штурмовой авиационный полк Указом Президиума Верховного Совета СССР награждён орденом «Суворова III степени»

## Благодарности Верховного Главнокомандующего
Воинам 8-го штурмового корпуса объявлены благодарности:
- За овладение городами Порицк, Горохов, Радзехов, Броды, Золочев, Буек, Каменка, городом и крупным железнодорожным узлом Красное и занятии свыше 600 других населенных пунктов[9]
- За овладение важным хозяйственно-политическим центром и областным городом Украины Львов — крупным железнодорожным узлом и стратегически важным опорным пунктом обороны немцев, прикрывающим пути к южным районам Польши[10]
- За овладение городом Дрогобыч[11]
- За овладение городами Чехословакии Керешмэзе (Ясина), Рахов и крупными населенными пунктами Чертижне, Белька, Поляна, Руске, Льгота, Ужок, Нижни Верецки, Заломиска, Пилипец, Голятин, Торуна, Надбочко и в Северной Трансильвании городом Сигет[12]
- За овладение городами Михальовце и Гуменне[13]
- За овладение городами Ясло и Горлице[14]
- За овладение городами Новы-Сонч, Прешов, Кошице и Бардеёв[15]
- За овладение городом Попрад[16]
- За овладение овладение городом Бельско[17]
- За овладение городом Опава[18]
- За овладение городами Моравска-Острава, Жилина[19]
- За овладение городами Богумин, Фриштат, Скочув, Чадца и Великая Битча[20]
- За овладение городом Оломоуц[21]

## Послевоенная история корпуса
После войны корпус в составе 8-й воздушной армии входил в состав 4-го Украинского фронта. 25 августа 1945 года на основании приказа НКО СССР от 9 июля 1945 года фронт расформирован, его полевое управление обращено на формирование Львовского военного округа. Корпус вместе с армией вошел в Львовский военный округ в составе:
- 224-я штурмовая авиационная дивизия;
- 227-я штурмовая авиационная дивизия.

После объединения Прикарпатского и Львовского военных округов, управление армии 9 апреля 1946 года переведено в Киевский военный округ для формирования управления 2-й воздушной армии Дальней авиации в Виннице. Управление 8-го штурмового авиационного Львовского корпуса было переведено на Дальний Восток в состав 9-й воздушной армии Приморский военный округ, где в августе 1946 года был переформирован во 2-й смешанный авиационный Львовский корпус, а 224-я штурмовая авиационная Жмеринская Краснознамённая и 227-я штурмовая авиационная Бердичевская Краснознамённая дивизии расформированы.
В состав корпуса вошли новые соединения, базирующиеся на Дальнем Востоке:
- 32-я истребительная авиационная дивизия;
- 190-я истребительная авиационная дивизия.

20 февраля 1949 года на основании директивы Генерального штаба корпус переименован в 65-й смешанный авиационный Львовский корпус, а впоследствии после передачи в ПВО корпус стал именоваться 65-й истребительный авиационный Львовский корпус ПВО.